# Christer Wallin
Bengt Christer Wallin (* 17. Juni 1969 in Timrå) ist ein ehemaliger schwedischer Schwimmer, der zwei olympische Silbermedaillen und einen Weltmeistertitel gewann.

## Werdegang
Wallins internationale Karriere begann bei den Olympischen Spielen 1988 in Seoul. Die schwedische 4-mal-200-Meter-Freistilstaffel mit Anders Holmertz, Tommy Werner, Michael Söderlund und Christer Wallin schwamm auf den sechsten Platz. Wallin startete auch über 200 Meter Schmetterling, belegte aber nur den 26. Platz.
1991 bei den Weltmeisterschaften in Perth erreichte Christer Wallin den 17. Platz über 200 Meter Freistil und den 24. Platz über 200 Meter Schmetterling. Die schwedische 4-mal-200-Meter-Freistilstaffel mit Christer Wallin, Tommy Werner, Jan Bidrman und Anders Holmertz erreichte den vierten Platz mit einer Sekunde Rückstand auf die Drittplatzierten. Bei den Olympischen Spielen 1992 in Barcelona trat Wallin in zwei Wettbewerben an. Die schwedische 4-mal-200-Meter-Freistilstaffel mit Christer Wallin, Anders Holmertz, Tommy Werner und Lars Frölander erreichte das Finale mit der drittschnellsten Zeit. Im Endlauf siegte die Staffel des Vereinten Teams mit über dreieinhalb Sekunden Vorsprung vor den Schweden. Zwei Tage später belegte Wallin in der Qualifikation über 400 Meter Freistil den 36. Platz.
Ende 1993 bei den Sprinteuropameisterschaften in Gateshead gewann Wallin den Titel mit der 4-mal-50-Meter-Freistilstaffel und mit der 4-mal-50-Meter-Schmetterlingsstaffel. Kurz darauf fanden die ersten Kurzbahnweltmeisterschaften in Palma statt. Die schwedische 4-mal-100-Meter-Freistilstaffel belegte den achten Platz, die 4-mal-200-Meter-Freistilstaffel gewann den Titel. Bei den Weltmeisterschaften 1994 in Rom belegte Wallin über 200 Meter Freistil den 18. Platz. Die schwedische 4-mal-200-Meter-Freistilstaffel mit Christer Wallin, Tommy Werner, Lars Frölander und Anders Holmertz gewann in Rom den Titel vor der russischen und der deutschen Staffel. Bei den Europameisterschaften 1995 in Wien gewann die schwedische 4-mal-200-Meter-Freistilstaffel mit Chris Eliasson, Lars Frölander, Anders Holmerts und Christer Wallin die Silbermedaille hinter den Deutschen. Die 4-mal-100-Meter-Freistilstaffel mit Anders Holmertz, Fredrik Letzler, Christer Wallin und Lars Frölander erkämpfte die Bronzemedaille hinter Russen und Deutschen.
Bei seinem dritten Olympiastart 1996 in Atlanta erreichte Wallin die Endläufe in den beiden Freistilstaffeln. Christer Wallin, Lars Frölander, Anders Holmertz und Anders Lyrbring schlugen in der 4-mal-200-Meter-Freistilstaffel als zweite hinter dem Quartett aus den Vereinigten Staaten an. Die schwedische 4-mal-100-Meter-Freistilstaffel mit Lars Frölander, Fredrik Letzler, Anders Holmertz und Christer Wallin belegte den siebten Platz.
Der 1,88 m große Christer Wallin schwamm zunächst für den Schwimmklub aus Umeå und später für Mölndal und Linköping.